# Gòral comú
El gòral comú (Naemorhedus goral) és un petit remugant bòvid que viu a l'Himàlaia.
Fa entre 95 i 130 centímetres de llarg i pesa entre 35 i 42 quilograms. Té un pelatge gris o marró grisenc, potes blanques, taques blanques al coll i una ratlla més fosca al llarg de l'esquena. Els mascles tenen crineres curtes al coll. Ambdós sexes tenen banyes d'uns 18 centímetres de llarg que es corben cap enrere. La gran diferència entre aquest animal i els seus parents propers, els seraus, és que els gòrals manquen de glàndules sota els ulls.